# CANT Z.1007
Il CANT Z.1007 Alcione era un bombardiere medio trimotore ad ala medio-bassa sviluppato dalla divisione aeronautica dell'azienda italiana Cantieri Riuniti dell'Adriatico negli anni trenta e prodotto su licenza anche da altre aziende nazionali.
Disegnato dall'ingegner Filippo Zappata, capo progettista dell'azienda ed autore di numerosi velivoli come ad esempio il CANT Z.506 era caratterizzato dalla struttura lignea, "eccellenti qualità di volo e buona stabilità" ed è considerato da molti autori come il "miglior bombardiere italiano della seconda guerra mondiale", benché la sua struttura in legno potesse essere facilmente danneggiata da condizioni climatiche estreme, come in Nordafrica ed in Unione Sovietica. Durante il conflitto fu impiegato principalmente dalla Regia Aeronautica e, dopo l'armistizio di Cassibile, dalle Aeronautica Cobelligerante Italiana, Aeronautica Nazionale Repubblicana e Luftwaffe.

## Storia del progetto
Il progetto, nato nel 1935, era dell'ingegner Filippo Zappata e manteneva l'estrema pulizia delle linee tipica delle sue realizzazioni. La formula era quella del trimotore, la più diffusa tra i velivoli italiani medio/pesanti di quel periodo. Inizialmente Zappata aveva pensato a una versione terrestre dell'idro Z.506 adottando il carrello dell'SM 81, successivamente gli studi proseguirono sul progetto dello Z.505 portando a un prototipo di aereo terrestre il cui carrello retrattile derivava da quello dello Z.1011.

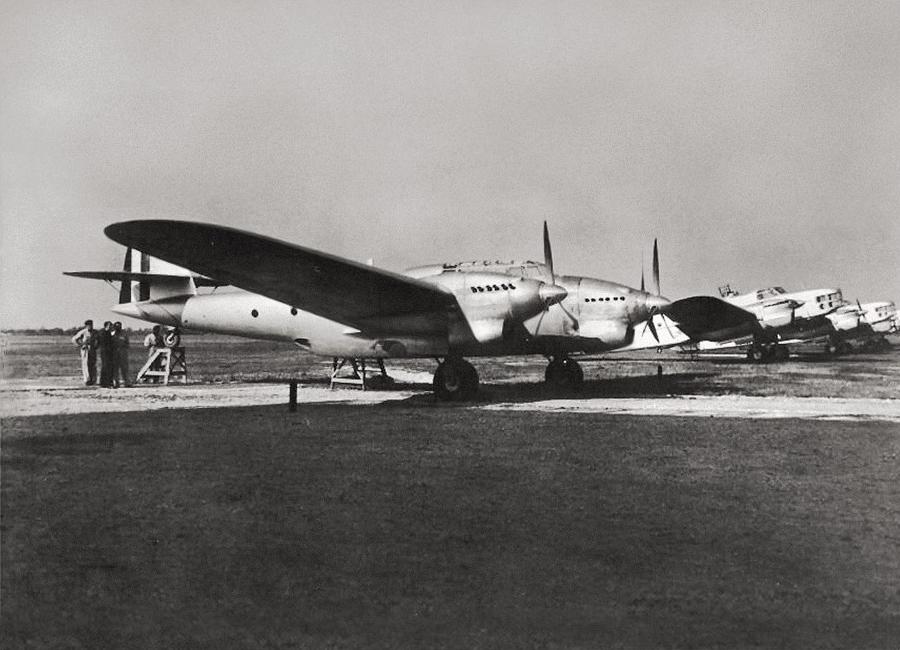
Prototipo.

Il prototipo, denominato CANT. Z.1007, fu portato in volo per la prima volta l'11 marzo 1937. Era dotato di tre motori in linea, con cilindri disposti a V, Isotta Fraschini Asso XI RC15 da 840 CV raffreddati a liquido e di eliche bipala lignee. Successivamente, per la prima versione di serie di 36 esemplari, destinata al 221º Gruppo della Regia Aeronautica e consegnati entro l'ottobre del 1939, furono introdotti eliche tripala metalliche e motori Asso XI RC.40 con radiatori anulari-lamellari. Tali propulsori si dimostrarono però inaffidabili, e quindi il primo lotto di velivoli non trovò impiego se non in compiti secondari. Parallelamente alla produzione del primo lotto, il progettista lavorò ad una versione modificata, CANT. Z.1007bis, equipaggiata con i più potenti motori radiali Piaggio P.XI R.2C 40, a 14 cilindri a doppia stella raffreddati ad aria, della potenza di 1 000 CV. Furono adottate eliche tripala metalliche del tipo a passo variabile in volo oppure del tipo a passo regolabile solo a terra. Furono modificati anche i piani di coda, per migliorare la visuale di tiro della torretta dorsale Delta E, munita di una mitragliatrice Scotti da 12,7 mm, che andò a sostituire la primitiva posizione aperta con mitragliatrice da 7,7 mm, e fu eliminata la scomoda nicchia del puntatore ricavata nel bordo di attacco della semiala destra, che venne sostituita con una posizione collocata in fusoliera davanti alla stiva bombe. Inoltre, aumentarono le dimensioni dell'ala e della fusoliera e il carrello fu irrobustito.  Queste modifiche furono introdotte dal 35º esemplare di serie. I primi esemplari entrarono in servizio nel 1940. L'equipaggio era formato da cinque uomini, che salivano a sei con l'aggiunta di un altro operatore nelle missioni di ricognizione fotografica e in quelle di ricognizione marittima in appoggio alla Regia Marina.
L'Alcione, come fu battezzato il velivolo, era un aeroplano veloce e affidabile, ma soffriva del rapido deterioramento causato dalla sua struttura in legno in condizioni climatiche non temperate. Nel 1942 era ormai superato, ma i programmi per la produzione in serie dei velivoli destinati a sostituirlo, tra cui il CANT Z.1018 Leone, tardarano e furono definitivamente arrestati con l'armistizio.

## Tecnica
Il CANT Z.1007 era un monoplano trimotore ad ala medio-bassa. La costruzione era completamente lignea, soluzione che influì sia sul ritmo di produzione, poiché la costruzione era estremamente complessa, sia sull'impiego operativo.

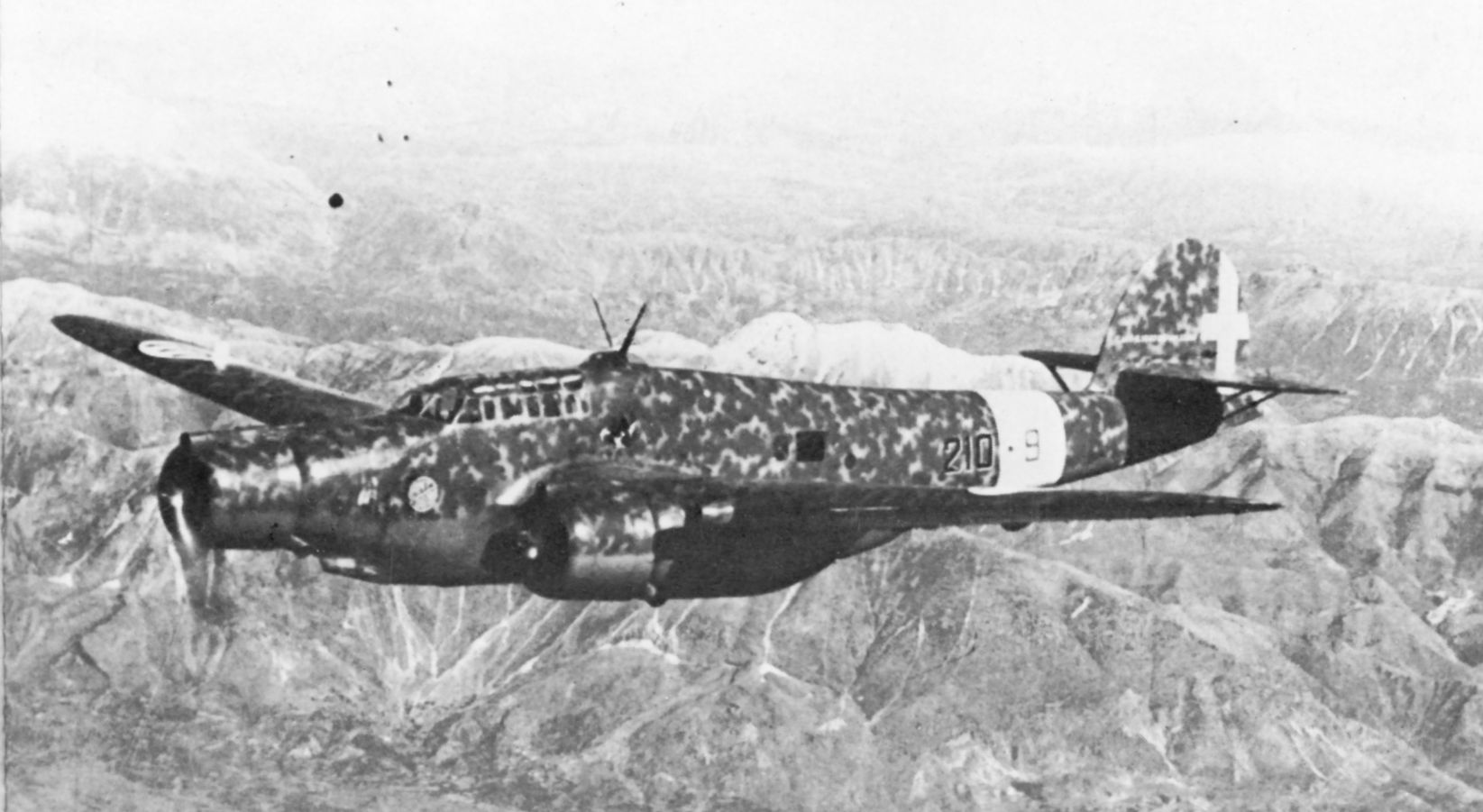
Gli esemplari delle prime versioni avevano una sola deriva.

La costruzione dell'aereo avveniva impostando la struttura come se si trattasse di un motoscafo: prima le strutture longitudinali poi quelle trasversali. Una volta completata la struttura, fra i vari correnti erano inserite forme in legno che concorrevano a creare una superficie levigata sulla quale era adagiato il rivestimento composto da lamelle di legno incollate a quarantacinque gradi sulla struttura e incrociate a novanta gradi fra uno strato di lamelle e l'altro.
Il procedimento era estremamente lento e non consentiva un elevato ritmo di produzione; inoltre, non era realizzabile da tutte le ditte aeronautiche: oltre ai CRDA, solo la IMAM e, nel corso del 1943, la Piaggio costruirono il velivolo. Venne prodotto in 476 esemplari fino all'agosto del 1943.
I CANT Z.1007bis di serie furono prodotti con l'impennaggio verticale di coda in due differenti versioni (non considerate varianti):
- impennaggio monoderiva: le prime tre serie I-III;
- impennaggio bideriva: le serie successive IV-IX.

Le due versioni differivano anche per il carrello retrattile, che era completamente retrattile nella versione monoderiva, mentre nella versione a doppia deriva il ruotino di coda era fisso.

## Impiego operativo

### Seconda guerra mondiale
Quando l'Italia entrò in guerra, il 10 giugno 1940, la Regia Aeronautica disponeva di due Stormi equipaggiati con gli "Alcione". Uno era il 16º, con 31 aerei, forniti però di motori Isotta Fraschini e perciò dichiarati "non bellici". Il 47º Stormo aveva appena ricevuto quattro CANT bis, per i quali era ancora in corso l'addestramento degli equipaggi.

#### Italia

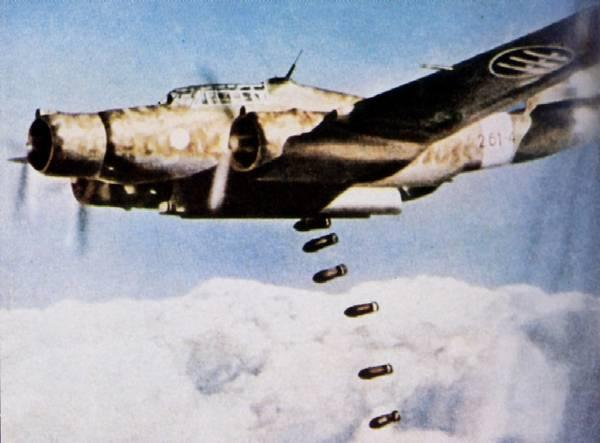
Un Cant Z.1007 in un'azione di bombardamento sui Balcani, 1941.

Il CANT Z.1007bis operò come bombardiere sul fronte greco, in Egeo (il 21 maggio 1941 la 210ª Squadriglia del 50° Gruppo autonomo Bombardamento Terrestre (BT) affondò il cacciatorpediniere della Royal Navy HMS Juno), e su tutto lo scacchiere mediterraneo. L'impiego in Africa settentrionale si rivelò difficoltoso per la manutenzione alle alte temperature, nonché per i limiti tattici del velivolo nello scacchiere. Sulla Manica operò come ricognitore nell'autunno del 1940. Nel 1943 furono tolti dalla prima linea e destinati a missioni notturne, con lievi modifiche agli impianti di scarico dei motori.
Il 28 gennaio 1941 dieci Alcione furono affrontati due volte, la prima da una formazione di dieci caccia e la seconda da una di dodici, costituite da biplani Gloster Gladiator. Gli italiani persero un trimotore ma riuscirono ad abbattere tre difensori. Durante la "Battaglia di mezzo agosto" per arrestare il convoglio Pedestal, in rotta su Malta, nell'agosto 1942, soltanto pochi Z.1007 Alcione del 51º Gruppo Autonomo basato ad Alghero, in Sardegna, svolsero missioni di ricognizione sul convoglio. Il 14 agosto, alla fine della battaglia, tre 1007bis bombardarono da alta quota le navi nemiche. Durante quella battaglia, un CANT appositamente modificato, per mezzo di un apparato di radio-guida ideato dal generale Ferdinando Raffaelli, avrebbe dovuto guidare un SIAI Marchetti S.M.79 ARP (Aereo Radio Pilotato), senza equipaggio ed armamento ma carico di esplosivo, come "bomba volante" contro il convoglio. La missione fallì per un banale guasto tecnico e non fu più ritentata.
Dopo l'armistizio gli apparecchi recuperati al sud, con le insegne dell'Aeronautica Cobelligerante Italiana, svolsero aviolanci di armi e vettovagliamenti alle unità italiane ancora operanti nei Balcani e ai partigiani iugoslavi. 
Il 3 marzo 1944 con il lancio su Berane di 36 contenitori dal peso medio di 110 kg ciascuno da parte di sei Cant Z.1007 bis, ha avvio l’attività di rifornimento a favore della Divisione italiana partigiana "Garibaldi" (Montenegro) contro i tedeschi. Tutti i Cant Z.1007 bis disponibili, poco più di 20 velivoli, erano stati riuniti sul ricostituendo Aeroporto di Galatina-Lecce nell’ambito dell’88º Gruppo per affiancare in questo compito gli S.81. 
Il 14 maggio 1944, giorno della cosiddetta "strage degli Alcioni", una formazione di nove trimotori italiani, di ritorno da una missione di rifornimento ai partigiani su Kolašin, in Montenegro, fu attaccata dai Messerschmitt Bf 109G della 7./JG 27. I tedeschi - confondendo i due tipi, molto simili - rivendicarono l'abbattimento di sei Savoia-Marchetti S.M.84 sopra il canale d'Otranto. Gli aerei abbattuti dai piloti dello JG 27 in realtà erano CANT Z.1007. Cinque Alcioni caddero nel mar Adriatico, e due atterrarono pesantemente danneggiati alla loro base di Lecce-Galatina. L'unità italiana subì 26 morti in questo scontro.
Successivamente i CANT. superstiti furono inquadrati nello Stormo Notturno ed operarono solo con l'oscurità. I CANT Z.1007bis rimasti al nord furono riorganizzati nella 1ª Squadra di Bombardamento "Ettore Muti" dell'Aeronautica Nazionale Repubblicana, reparto che effettuò solo attività di addestramento.

#### Malta
L'"Alcione" ebbe il battesimo del fuoco il 29 agosto 1940, quando una formazione di dieci CANT Z.1007 bis monoderiva del 106º Gruppo bombardò l'aeroporto di Luqa. Il 106º, basato su Chinisia, Trapani, in Sicilia, fu presto affiancato dall'intero 47º Stormo Bombardamento Terrestre con una disponibilità complessiva di 33 aerei. Quando scoppiò la guerra con la Grecia, il 47º fu spostato su quel fronte. I CANT Z. tornarono su Malta nel 1941, con il 9º Stormo Bombardamento terrestre, con il 29º ed il 33º Gruppo, equipaggiati con 25 "Alcione". Il 9º fu in seguito affiancato dal 50º Gruppo, basato a Sciacca.
Le due unità italiane furono affiancate dal II Fliegerkorps della Luftwaffe, ma quando gli aerei tedeschi furono trasferiti in Nordafrica, le missioni di bombardamento su Malta dei CANT furono ridotte, perché i bombardieri italiani si trovavano a fronteggiare la rafforzata difesa dell'isola, che impiegava i radar combinati con i caccia notturni Bristol Beaufighter. Gli "Alcione" iniziarono una terza ondata di bombardamenti su Malta, tra il 10 ed il 20 ottobre 1942. Il 9º Stormo e l'8º Gruppo Volo del 43º Stormo aveva in linea 30 CANT, ma di questi solo 12 erano operativi.

#### Battaglia d'Inghilterra
Gli Z.1007 furono impiegati anche nelle ultime fasi della Battaglia d'Inghilterra, dal novembre 1940 al gennaio 1941. La Regia Aeronautica inviò sei Z.1007Bis della 172ª Squadriglia, a Chièvres in Belgio come ricognitori per il Corpo Aereo Italiano. Ma quando i velivoli raggiunsero la propria base, a settembre, il comando italiano si rese conto che la Luftwaffe aveva già fotografato “a tappeto” il sud-est dell'Inghilterra, quindi gli aerei italiani furono impiegati in forze solo l'11 novembre 1940, quando cinque “Alcione” furono inviati come “aerei civetta” per attirare i caccia della RAF lontano dall'obiettivo principale dell'attacco italiano sul porto di Harwich condotto da dieci Fiat BR.20. Il piano non riuscì ma nessun Z.1007 fu abbattuto sull'Inghilterra, sebbene uno dei sei inizialmente inviati andasse perduto durante il viaggio di trasferimento nella base in Belgio, nel settembre 1940.

#### Guerra Greco-Italiana
Durante la campagna italiana di Grecia, la Regia Aeronautica dispiegò il maggior numero di CANT. Z. Il 28 ottobre 1940, primo giorno dell'invasione, il 47º Stormo Bombardamento Terrestre (basato sull'aeroporto di Grottaglie) e il 50° Gruppo autonomo Bombardamento Terrestre (ritiratosi dal 16º Stormo e basato nell'aeroporto di Brindisi), avevano in linea 44 Alcione. Il 5 novembre, queste unità vennero affiancate dal 41º Gruppo del 12º Stormo, con 16 aerei. In questa campagna, gli Stormi subirono poche perdite e durante il gennaio 1941, il 41º Gruppo venne sostituito dal 95º Gruppo del 35º Stormo.
Ma fu proprio in questo teatro operativo che, a causa delle piogge torrenziali, si rivelarono le debolezze della struttura in legno, che costringeva ad effettuare continue regolazioni e serraggi che riducevano l'efficienza dei velivoli.
Il film di Roberto Rossellini Un pilota ritorna, girato nel 1941/1942 ed ambientato nei giorni della campagna greco-jugoslava, vede protagonista una squadriglia di trimotori CANT Z.1007 bis bideriva. Pregevoli e rarissime sono da un punto di vista storico e tecnico le inquadrature e le immagini che mostrano tali velivoli in volo durante le missioni di bombardamento.

#### Jugoslavia
I CANT aprirono le ostilità contro la Jugoslavia, il 6 aprile 1941, bombardando l'aeroporto di Mostar. Durante quella breve invasione, la Regia Aeronautica dispiegò 49 CANT. ZBis, 26 del 47º Stormo, 15 del 95º Gruppo (del 35º Stormo) ed otto del 50° Gruppo autonomo Bombardamento Terrestre (BT).

#### Stato Indipendente di Croazia
Nel gennaio 1944 le due squadriglie di bombardamento della Croat Luwftwaffen Legion, formazione mista croato-tedesca inquadrata nella Luftwaffe, ricevettero 3 Z.1007 bis (assieme a 3 Fiat B.R.20) per utilizzarli come addestratori degli equipaggi al bombardamento.

## Dopo la guerra
Alla fine della seconda guerra mondiale, l'88º Gruppo Trasporti dell'Aeronautica Cobelligerante aveva in linea 12 CANT Z.1007 di cui otto efficienti. Alcuni vennero impiegati in voli di trasporto e collegamento ancora nel 1945. Il trattato di pace, tuttavia, che proibiva all'Italia di possedere aerei da bombardamento, decretò la rapida scomparsa di questi trimotori, agevolata dalla struttura lignea dell'aereo. L'ultimo esemplare sopravvisse fino al 1948 sull'aeroporto di Guidonia. Anche questo esemplare andò distrutto e a tutt'oggi non restano neanche delle singole parti di questi imponenti trimotori.

## Varianti
Z.1007ter
versione migliorata (a partire dall'esemplare 11 della Serie XII) con più potenti motori Piaggio P.XIX Turbine da 1.180 CV. Carico di bombe: 1.000 kg; velocità massima 490 km/h; autonomia 2.250 km; peso massimo al decollo 10.465 kg. Prodotto in 50 esemplari.
Z.1015
prototipo di aereo postale militare con più potenti motori Piaggio P.XIX RC.35 da 1.500 CV. Volò nel 1939. Velocità massima 560 km/h; autonomia 3.000 km; peso massimo al decollo 13.600 kg. Il prototipo venne successivamente riconfigurato come aerosilurante.
Z.516
prototipo di versione idrovolante del Z.1007, ottenuto da una cellula di Z.1007 con gli scarponi di un Z.506B. Volò nel 1940.

## Utilizzatori
Croazia
- Zrakoplovstvo Nezavisne Države Hrvatske

operò con tre Z.1007bis nel ruolo di aereo da addestramento.
 Germania
- Luftwaffe

operò con esemplari requisiti dopo l'armistizio di Cassibile.
 Italia
- Regia Aeronautica

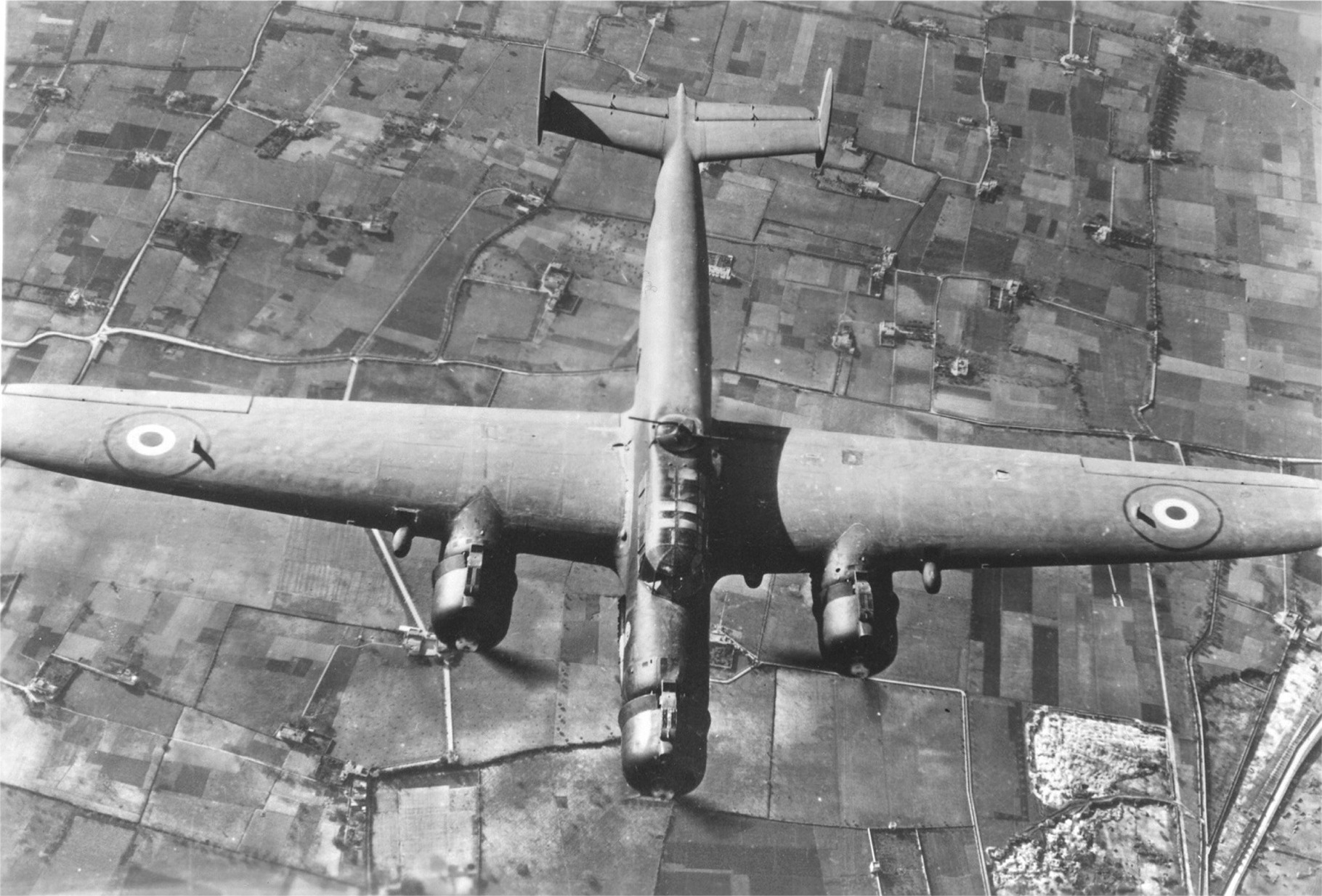
CANT Z.1007, Aeronautica Cobelligerante Italiana

  - 16º Stormo Bombardamento Terrestre
    - 50º Gruppo
    - 51º Gruppo

  - 47º Stormo Bombardamento Terrestre
    - 106º Gruppo
    - 107º Gruppo

  - 31º Stormo Bombardamento Terrestre
    - 93º Gruppo
    - 94º Gruppo
- Aeronautica Cobelligerante Italiana
  - 88º Gruppo

### Pubblicazioni
- (EN) William Green, Zappata's Wooden Kingfisher, in Air International, Vol. 43, No. 2, Stamford, UK, Key Publishing, agosto 1992,  pp. 81-90, ISSN 0306-5634 (WC · ACNP).
- Francesco Mosetti, CANT.Z. bis/ter ALCIONE, in Aviazione e Marina, N° 111, maggio 1974,  pp. 75-80.